# Кнут Гауґланд
Кнут Геуґланн (норв. Knut Haugland; 23 вересня 1917 — 25 грудня 2009) — норвезький мандрівник, радіоінженер, один з членів експедиції Тура Геєрдала, директор Музею Кон-Тікі.

## Життєпис
Кнут Геуґланн народився 23 вересня 1917 року. За часів Другої світової війни він був членом норвезького Руху Опору, брав участь у різних військових операціях. Зокрема, Геуґланн входив до загону диверсантів, які зірвали постачання до Третього рейху важкої води, необхідної німцям для створення ядерної зброї.
У 1947 році разом з Геєрдалом і ще чотирма мандрівниками Кнут Геуґланн проплив близько 8 тисяч кілометрів від узбережжя Перу до Полінезії на плоту Кон-Тікі. Під час цієї подорожі Геуґланн виконував обов'язки радиста. На подолання цієї відстані потрібен був 101 день. На основі експедиції Тур Геєрдал зняв документальний фільм Кон-Тікі (1950), що здобув в 1952 році премію Оскар у номінації «Найкращий документальний фільм».
Кнут Геуґланн керував Музеєм Кон-Тікі з моменту його заснування у 1947 році по 1990 рік.
Помер 2009 року у лікарні від природних причин. На момент смерті він був єдиним живим учасником подорожі на Кон-Тікі.